# 沈法
沈法（Sim Var，1906年2月2日—1989年10月12日），柬埔寨政治家、外交官、民族主义者。
1946年4月，沈法与钱万、尧格一起组建民主党，反抗法国殖民统治。1947年2月，他与其他16名民主党人士因为亲近日本、反对法国而遭法国殖民政府逮捕，拘禁在西贡（今越南胡志明市），直到1948年释放。1957年当选柬埔寨首相，但翌年因为经济问题而下台。
1970年，沈法被朗诺任命为柬埔寨驻日本大使。1975年红色高棉占领金边后，流亡巴黎，后来在那里逝世。